# Romeo Bozzetti
Romeo Bozzetti (Castelverde, 25 febbraio 1835 – 1907) è stato un patriota, generale e giornalista italiano.

## Biografia
Romeo Bozzetti nacque nella frazione di San Martino in Beliseto, comune di Castelverde, in provincia di Cremona, ma si trasferì a Milano dove esercitava la professione di giornalista.
A fine aprile del 1860 raggiunse Giuseppe Garibaldi a Genova assieme ad Enrico Eugenio Richiedei, ma la partenza dei Mille venne rinviata. Garibaldi li pregò di tornare a Milano e di raggruppare tutti i volontari possibili disposti a partecipare alla spedizione soprannominata poi dei "Mille". Una settimana più tardi, Bozzetti ricevette un telegramma cifrato che lo invitava a ritornare a Genova. Partì per Genova il 5 maggio con una settantina di volontari, comandati da Filippo Migliavacca. Insieme a Bozzetti c'erano anche Ippolito Nievo, Enrico Eugenio Richiedei ed il veneziano Enrico Uziel. I quattro diventarono poi inseparabili compagni d'azione come testimoniano dei resoconti scritti del Bozzetti. Partecipò a tutta la campagna di liberazione, ritornò poi a Milano ed entrò nell'Esercito regolare svolgendo tutta la carriera militare. Pluridecorato, si congedò col grado di tenente generale.
Nell'elenco ufficiale dei partecipanti all'impresa, pubblicato sulla Gazzetta Ufficiale del Regno d'Italia del 12 novembre 1878, lo si trova al numero 167.
Suo figlio Francesco, detto Cino (1876-1949) è stato pittore, acquarellista e incisore. Un altro figlio Giuseppe (1878-1956) è stato Preposito Generale dei padri Rosminiani.